# Lake Erie (Schiff)
Die USS Lake Erie (CG-70) ist ein Lenkwaffenkreuzer der United States Navy und gehört der Ticonderoga-Klasse an. Der Kreuzer wurde 1993 in Dienst gestellt und in Pearl Harbor, Hawaii, bei der United States Pacific Fleet stationiert. Ab 1998 wurde er modifiziert, seitdem dient die Lake Erie unter anderem als Testschiff für die seegestützte Komponente der Raketenabwehr National Missile Defense.

## Name und Motto

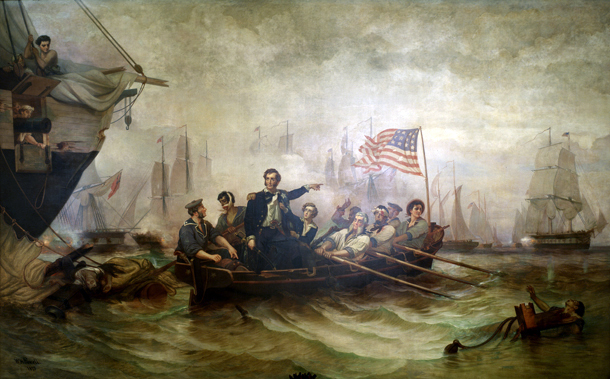
Perry während der Schlacht

Die Lake Erie wurde nach der Schlacht auf dem Eriesee benannt, die während des Britisch-Amerikanischen Krieges am 10. September 1813 stattfand. Die zahlenmäßig überlegene amerikanische Flotte unter Kommodore Oliver Hazard Perry schlug an diesem Tag die Royal Navy unter Commander Robert Heriot Barclay. Dieser Sieg war einer der Gründe für die Einwilligung der britischen Krone in den Friedensschluss von 1814.
Das Motto der Lake Erie lautet Courage, Determination, Peace, zu deutsch Mut, Entschlossenheit, Frieden. Dies soll die kämpfenden Soldaten aus der Schlacht auf dem Eriesee ehren: Die Navy begründet dies damit, dass die Soldaten den Mut hatten, zu kämpfen, die Entschlossenheit zu siegen und den Frieden als ihr Ziel sahen. Als Mottospruch führt der Kreuzer außerdem Don’t Give Up the Ship (dt.: Gebt das Schiff nicht auf). Dieser leitet sich ebenso aus der Schlacht ab. Perry hatte den Spruch auf seine Kriegsflagge, die am Toppmast seines Flaggschiffes USS Lawrence wehte, schreiben lassen. Es waren die letzten Worte seines Freundes James Lawrence, der im Juni als Kommandant der USS Chesapeake gefallen war und nach dem Perry sein Schiff benannt hatte.

## Technik
Mehr zur Technik findet sich im Artikel zur Klasse unter Ticonderoga-Klasse (1983)

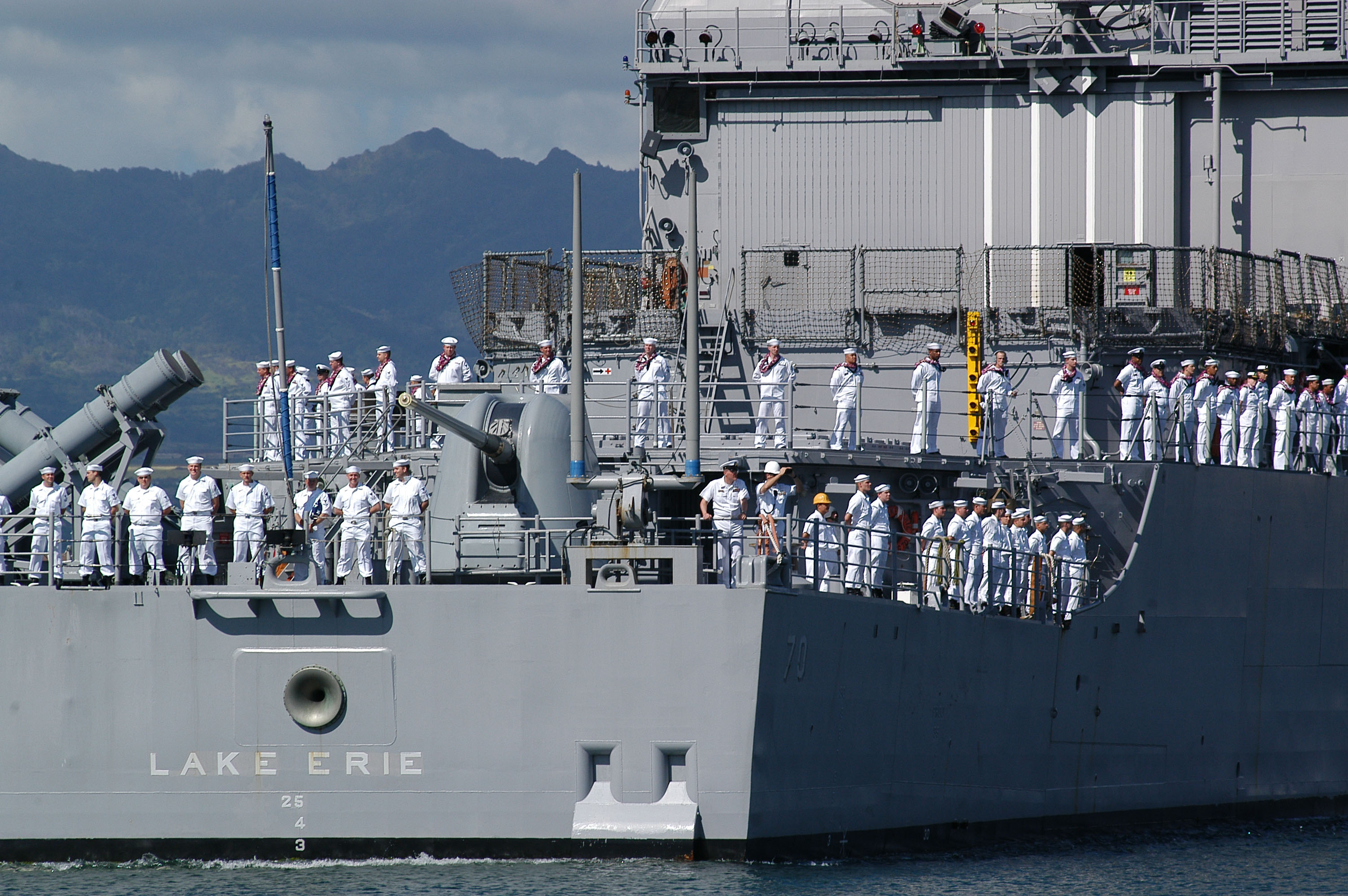
Das Heck der Lake Erie

Als Kreuzer der Ticonderoga-Klasse verdrängt das Schiff voll beladen 9750 tn.l. Wasser und ist 173 Meter lang bei einer Breite von 16,8 Metern. Der Kreuzer wird von vier Gasturbinen LM-2500 von General Electric angetrieben und erreicht eine Höchstgeschwindigkeit von 30 Knoten.
Die Bewaffnung der Lake Erie besteht aus einem Vertical Launching System für Flugabwehrraketen RIM-67 Standard Missile 2, Raketentorpedos RUM-139 VLASROC sowie Marschflugkörper BGM-109 Tomahawk. Aus zwei Kanistern können außerdem acht Seezielflugkörper AGM-84 Harpoon abgefeuert werden. Zusätzlich besitzt der Kreuzer zwei 5″-Mark-45-Leichtgewichtsgeschütze, zwei Phalanx Close-In-Weapon-Systems (Flugkörpernahverteidigung) und zwei Torpedoabschussvorrichtungen für Torpedos vom Typ Mark 46.
Der Hauptauftrag des Schiffes ist, wenn es keine Waffentests durchführt, die Flugabwehr für Flugzeugträger bereitzustellen. Dafür kann die Lake Erie auf das Aegis-Kampfsystem zurückgreifen, das dank vier Phased-Array-Antennen eine lückenlose 360°-Überwachung auf eine Reichweite von ca. 200 Seemeilen um das Schiff zulässt.

## Geschichte

### Bau
Der Bau von CG-70 wurde am 25. Februar 1988 vom Kongress der Vereinigten Staaten als 24. Kreuzer der Ticonderoga-Klasse zusammen mit vier weiteren Kreuzern der Klasse genehmigt. Als Bauwerft für die spätere Lake Erie wurde Bath Iron Works in Bath, Maine, ausgewählt. Dort wurde am 6. März 1990 der Kiel des Schiffes gelegt. Nach einer Bauzeit von gut einem Jahr lief der Kreuzer am 13. Juli 1991 vom Stapel. Danach folgten noch rund zwei Jahre für die Bestückung mit Waffensystemen und Arbeiten im Inneren des Schiffes an der Ausrüstungspier sowie für erste Werfterprobungsfahrten. So wurde die offizielle Indienststellung in die Flotte der US Navy am 24. Juli 1993 in Pearl Harbor, Hawaii, vollzogen, wo die Lake Erie anschließend auch stationiert wurde.

### Fahrten mit derConstellation

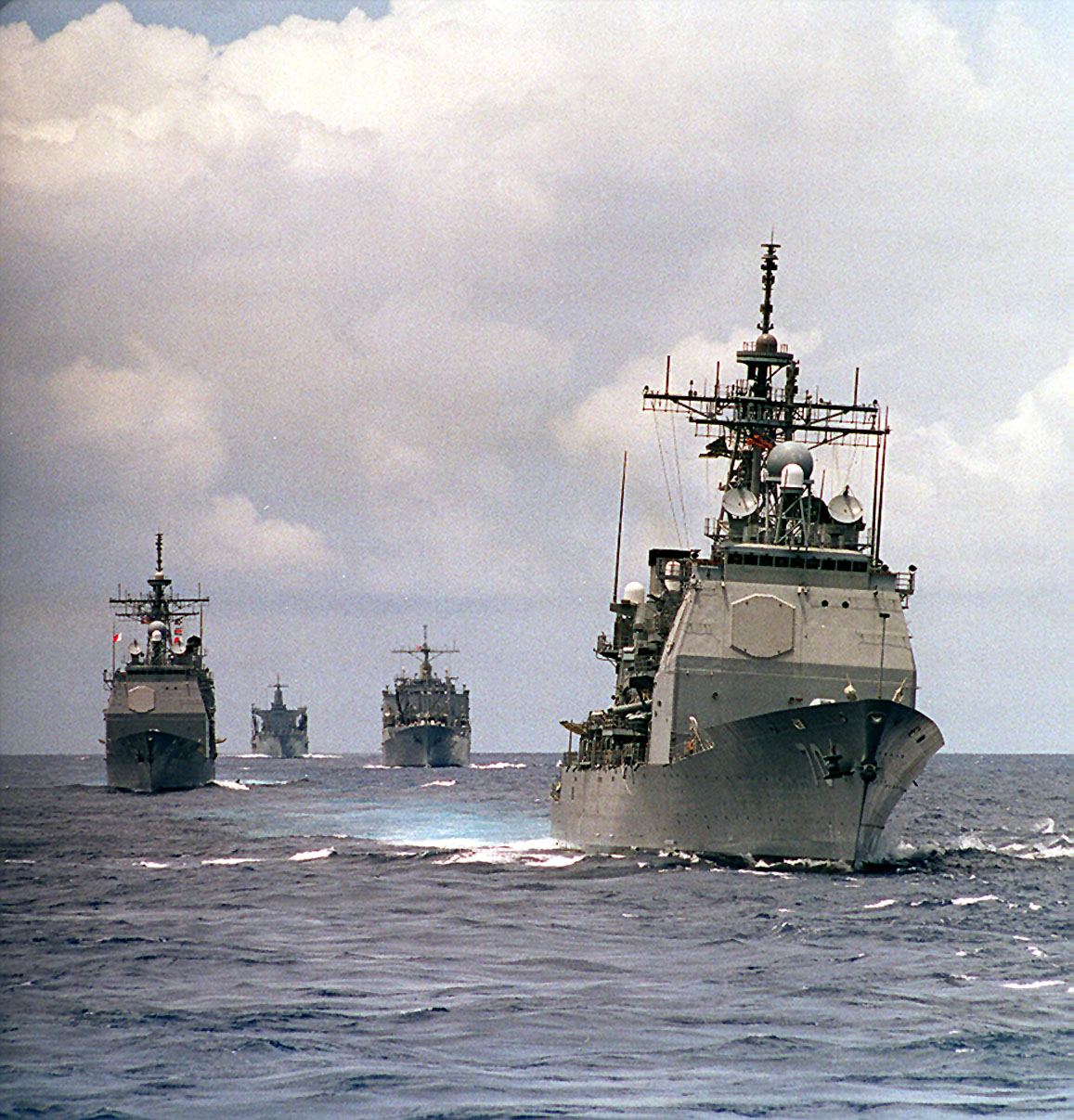
Die Lake Erie führt 1997 im Pazifik einen Flottenverband an

Die erste Einsatzfahrt des neuen Lenkwaffenkreuzers begann am 10. November 1994, als die Lake Erie ihren Heimathafen als Geleitschutz des Flugzeugträgers Constellation verließ. Den Rest des Jahres verbrachte die Kampfgruppe im westlichen Pazifik, dann führte der Einsatzbefehl sie durch den Indischen Ozean in den Persischen Golf, der am 11. Januar 1995 erreicht wurde. Die Gruppe verstärkte dort die Präsenz der US-Streitkräfte im Rahmen der Operation Southern Watch. Im Februar nahm die Lake Erie zusammen mit der Fregatte Vandegrift außerdem an U-Jagd-Übungen teil. Zur Evaluierung der Gefahr durch dieselelektrisch angetriebene U-Boote simulierte das amerikanische Atom-U-Boot Topeka ein solches und versuchte erst im Persischen Golf, dann im Golf von Oman ungesehen an den Verfolgern vorbeizuschleichen. Im Anschluss traf sich die Lake Erie mit der Kampfgruppe um die Essex und die Belleau Wood, um im Rahmen der Operation United Shield die Evakuierung der US-amerikanischen, pakistanischen und ägyptischen Soldaten aus Somalia zu sichern. Der Einsatz der Kampfgruppe endete im März des Jahres, im Mai kehrte die Lake Erie nach Pearl Harbor zurück.
Im Anschluss an die erste Verlegung folgte eine Evaluation der Leistungen, der nächste Einsatz fand dann erst 1997 statt. Dieser führte die Lake Erie wiederum mit der Constellation in den Persischen Golf, wo das Schiff an der Übung Arabian Skies teilnahm, die die Bekämpfung von taktischen ballistischen Raketen zum Ziel hatte. 1998 folgte eine weitere Verlegung in den Golf, ein Mal mehr war der Kreuzer als Geleitschutz für die Constellation eingeteilt. Teil dieser Verlegung war auch ein Manöver mit der Marine Pakistans, das die Verbesserung der militärischen Zusammenarbeit zum Ziel hatte.

### Aegis Ballistic Missile Defense System

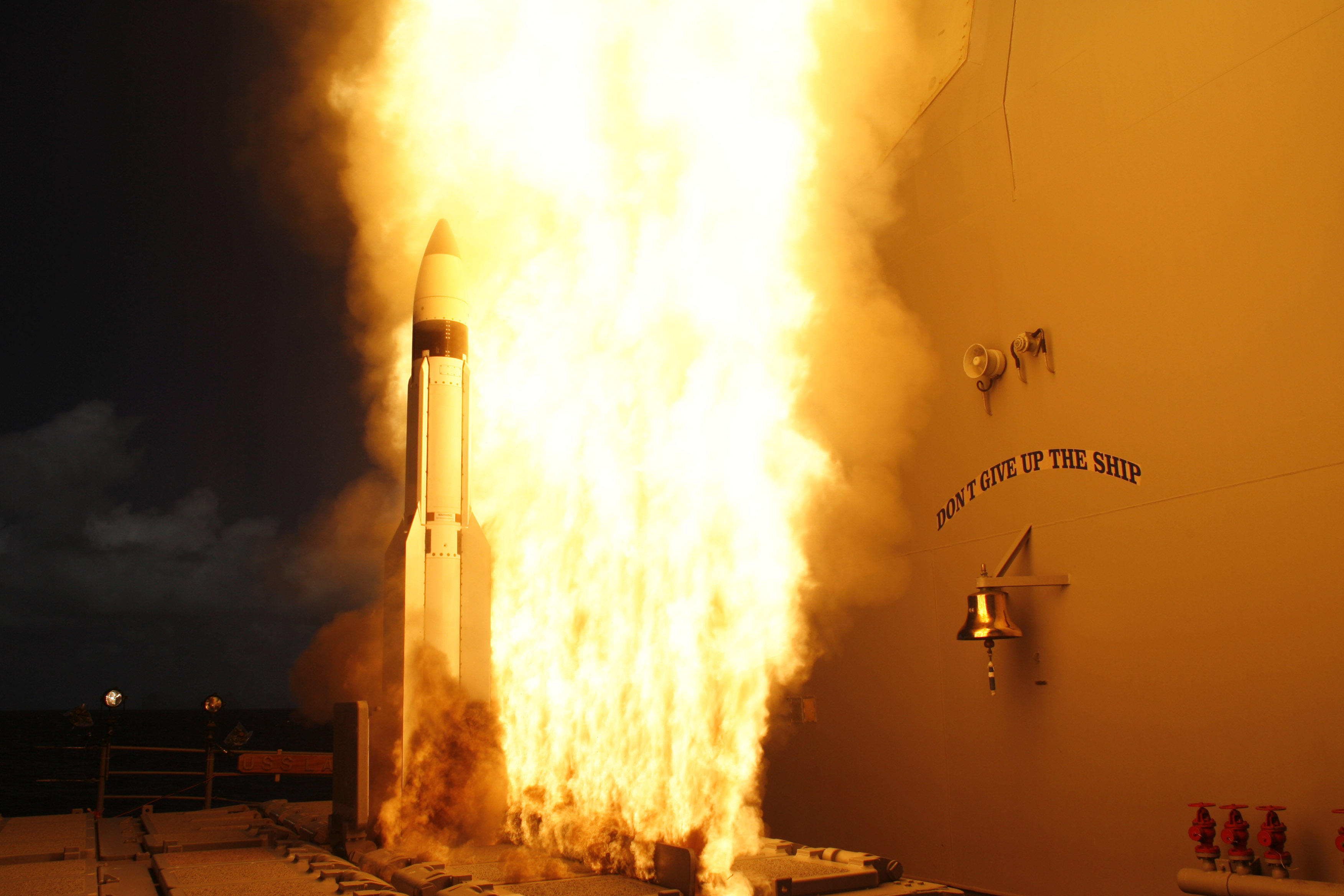
Start einer SM-3 von der Lake Erie 2007. Außerdem zu sehen ist der Mottospruch des Schiffes und die Schiffsglocke

1998 wurde die Lake Erie als Testschiff für das Aegis Ballistic Missile Defense System ausgewählt. Dieses Programm ist dazu gedacht, Aegis speziell im Rahmen der National Missile Defense für die Zerstörung anfliegender Interkontinentalraketen nutzen zu können. Dafür wurde Aegis besonders für die Erfassung und Verfolgung solcher Ziele ausgerüstet. Die ersten Tests der modifizierten Systeme fanden noch im Herbst 1998 statt. 1999 wurden die Tests unterbrochen, da eine weitere Geleitschutzfahrt mit dem Träger Constellation anstand, die wiederum in den Persischen Golf führte. Während dieser Fahrt, die im Rahmen von Southern Watch vor allem der Durchsetzung des UN-Embargos gegen den Irak diente, brachte die Lake Erie acht Schiffe auf, die gegen die festgelegten Regularien verstießen und beschlagnahmte Öl im Wert von mehr als drei Millionen Dollar.
Anfang 2000 wurde mit der Installation der nötigen Hardware begonnen, um die RIM-161 Standard Missile 3 (SM-3) abfeuern zu können. Im Juli gab die Navy bekannt, dass die Lake Erie die Hauptplattform zum Test des ABMDS sein würde, da die Testraketen von der Pacific Missile Range Facility auf Kauai, Hawaii abgefeuert wurden und die Lake Erie so aus ihrem Heimathafen die Testgebiete schnell erreichen konnte. Im Januar 2001 schoss die Lake Erie die erste SM-3 auf eine Zielrakete ab, der Test war ein Erfolg, nachdem der kinetische Gefechtskopf der SM-3 das Ziel erfasst und verfolgt hatte. Am 9. Februar 2001 hatte die Lake Erie wieder eine abweichende Aufgabe:
Das U-Boot Greeneville hatte bei einem Notauftauchmanöver das japanische Fischereischulschiff Ehime Maru am Heck getroffen und so schwer beschädigt, dass es innerhalb von Minuten sank. Im Zuge der folgenden Rettungsoperation suchte auch der Kreuzer nach Überlebenden.

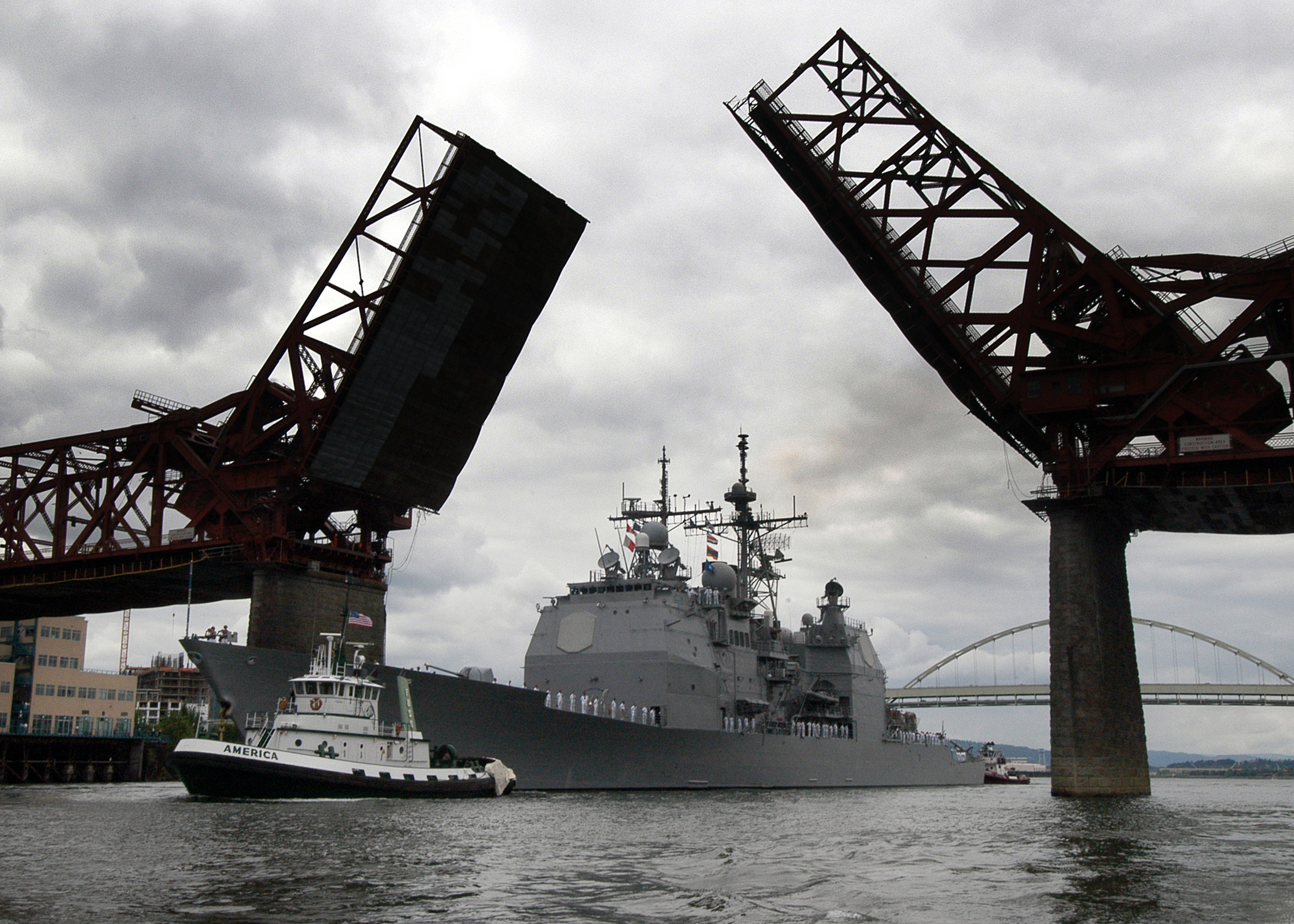
Die Lake Erie 2004 in Portland

Anfang 2002 begannen die Vorbereitungen für einen weiteren Test. Am 26. Januar wurde ein weiteres Testziel von Kauai aus gestartet und von einer SM-3 der Lake Erie angegriffen. Der Test verlief erfolgreich und endete in der Zerstörung der Rakete. 2002 folgten noch zwei weitere erfolgreiche Tests. Während im Juni 2003 ein Test nach einer Fehlfunktion im Antriebssystem der Rakete scheiterte, konnten im Dezember 2003 und im Februar 2005 weitere Tests erfolgreich abgeschlossen werden.
2004 standen hingegen andere Aufgaben an: Zu Beginn des Jahres nahm die Lake Erie an der Flottenparade 97th Annual Rose Festival in Portland, Oregon teil. Im Sommer stand dann die multinationale Übung RIMPAC auf dem Plan. Die letzten vier Monate des Jahres wurde das Schiff schließlich im Rahmen des Krieges gegen den Terrorismus in den westlichen Pazifik entsandt.
Bei den bis 2006 durchgeführten sieben Abschüssen griffen die SM-3 ihre Ziele mitten im Flug außerhalb der Erdatmosphäre an. Am 25. Mai 2006 wurde von der Lake Erie aus erstmals eine SM-2 Block IV verwendet, um eine ballistische Rakete während der Endanflugphase anzugreifen. Auch dieser Test war ein Erfolg. Im April 2007 erfolgte ein weiterer Start einer SM-3 gegen eine Zielrakete, der mit dem Start einer konventionellen SM-2 zur Verteidigung des Schiffes gegen Luftziele kombiniert wurde. Beide Raketen konnten ihre jeweiligen Ziele erfassen und zerstören.
Ab Mai 2007 war die Lake Erie während einer viermonatigen Verlegung als Geleitschutz der Kitty Hawk an den Übungen Valiant Shield und Talisman Saber beteiligt. Im November fing der Kreuzer wieder zwei Attrappen von ballistischen Raketen ab.
Der außer Kontrolle geratene Spionagesatellit USA-193 wurde am 21. Februar 2008 erfolgreich durch eine von der Lake Erie gestarteten SM-3-Rakete in einem Abschussgebiet nördlich von Hawaii zerstört, um mögliche Schäden durch dessen Absturz und das an Bord befindliche giftige Hydrazin zu verhindern. Radar- und Bahndaten für den Abschuss lieferten die mit der Lake Erie im Verband fahrenden Zerstörer Russell und Decatur.
Am 6. Juni wurde der nächste Test im Rahmen des Aegis Ballistic Missile Defense System abgehalten. Die Lake Erie schoss eine von dem Flugdeck der Tripoli gestartete Scud-ähnliche Rakete in der Endphase des Flugprofils etwa 20 Kilometer über dem Meer ab. Die Kosten für diesen Test beliefen sich auf rund 40 Millionen US-Dollar. Im Anschluss an den Test nahm der Kreuzer wieder an der Übung RIMPAC teil. Während der Übung versenkte die Lake Erie zusammen mit japanischen Kriegsschiffen den ausgemusterten Zerstörer David R. Ray unter anderem mit einer Harpoon. Ende 2009 verlegte die Lake Erie für vier Monate in den Pazifik und nahm an Übungen mit den Marinen Südkoreas, Thailand und der Philippinen teil. Im Sommer 2010 stand dann wieder RIMPAC auf dem Einsatzplan. Ein Jahr später nahm die Lake Erie an den Übungen Trident Fury und Northern Edge teil.